# Вопросы Милинды
Вопросы Милинды (пали: Милинда-паньха, IAST: Milinda Pañha) — буддийский текст, созданный около 100 года до н. э. Входит в раздел «Кхуддака-никая» бирманского палийского канона.
Этот неканонический текст, содержащий, однако, громадное количество ссылок на канон — являющийся по сути комментарием к палийскому канону, не включен в тайский и сингальский канон, но печатается вместе с каноническими книгами в Бирме (Мьянме). За исключением первой книги, которая представляет собой экспозицию ко всему тексту, памятник создан в виде бесед между индо-греческим царём Милиндой (Менандром I) и буддийским монахом Нагасеной. 
«Милиндапаньха» дошла до нас в двух версиях — палийской и гораздо более краткой китайской, которая соответствует двум первым книгам палийского текста.
Текст упоминает немало исторических персонажей, имеет большое значение для развития идей психологии и философии буддизма. Историчность персонажей книги делают вероятным предположение о реальности встречи, а древнейшие части текста, возможно, свидетельствуют о греко-индийском культурном контакте. По мнению ряда буддологов скорее всего оригинал был написан не на пали, а на гибридном санскрите.
Впервые палийский текст был опубликован в 1880 году В. Тренкнером. В его основу легли три шриланкийских и один сиамский источник. 
В 1890 — 1894 гг. был издан почти полный перевод на английский язык, cделанный британским буддологом Т. В. Рис-Дэвидсом, а затем О. Шрадером осуществлён частичный перевод на немецкий язык.
Существует ряд гораздо более поздних (девятнадцатый - двадцатый век)  переводов «Вопросов Милинды» на другие европейские языки, а также на японский.
На русском языке «Вопросы Милинды» изданы в 1989 году в переводе и с обширными комментариями  А. В. Парибка в рамках серии «Bibliotheca Buddhica» (работа над переводам была завершена ещё в 1983 году, но опубликован он был лишь через шесть лет). Перевод переиздан (исправленное и дополненное издание) в 2019 году.

## Структура книги
1. Книга первая. Внешнее повествование
2. Книга вторая. Вопросы о свойствах
3. Вопросы-рогатины
4. Вопрос о выводе
5. О пользе чистых обетов
6. Сравнения[2]

По жанру первая книга квалифицируется как авадана (описание подвигов Бодхисатты), а вторая напоминает сутры. Остальные книги написаны позднее, в них практически отсутствует греческое влияние. Стиль третьей книги, которую неоднократно цитируют палийские комментаторы Канона. характеризуется изысканностью. По стилистике её можно датировать первыми веками нашей эры. 
Жанр "Милиндапаньхи" можно назвать апологетически-герменевтическими беседами. Последние книги были созданы ещё позднее и не столь значимы. Четвёртая книга интересна в основном с художественной точки зрения и не имеет оригинального в плане буддологии содержания. Пятая и шестая книги как считается созданы на Шри-Ланке на языке пали.